# Constable (États-Unis)
Pour les articles homonymes, voir Constable.
Aux États-Unis, le constable, en français : connétable, peut être un fonctionnaire chargé de la signification des actes de procédure, tels que les assignations et les citations à comparaître devant un tribunal, dans des affaires pénales et/ou civiles. Il peut également être un agent de la force publique pleinement habilité. Les agents de police peuvent avoir des missions spécialisées, supplémentaires, propres à leur fonction. Il n'y a pas d'utilisation uniforme de la fonction de constable dans tous les États. Son emploi peut varier au sein d'un même État. 
Dans certains États, un constable peut être nommé par le gouverneur ou un juge ou un magistrat du tribunal qu'il sert. Dans d'autres, le constable est un poste élu ou nommé au niveau de l'État ou de la collectivité locale. Sa compétence peut varier d'un État à l'autre, selon les limites des comtés, des paroisses civiles et des townships locaux, en fonction des lois de l'État.
La fonction se développe, inspirée par son homologue britannique, pendant la période coloniale. Avant la modernisation de l'application des lois, au milieu du XIXe siècle, l'application des lois locales était assurée par des constables et des gardiens volontaires (en). Les constables étaient nommés ou élus, au niveau local, pour des missions spécifiques et, comme leurs homologues britanniques, les constables paroissiaux, ils n'étaient pas payés et ne portaient pas d'uniforme. Les tribunaux leur versaient souvent des honoraires pour chaque assignation notifiée et chaque mandat exécuté. À l'instar de la police métropolitaine britannique, créée en 1829, les États ont progressivement adopté des lois permettant aux municipalités de créer des services de police. Cette situation diffère de celle du Royaume-Uni dans la mesure où l'ancien système n'a pas été uniformément aboli dans tous les États. Souvent, la législation en vigueur dans l'État confère à un policier les pouvoirs d'un constable, le plus important de ces pouvoirs étant le pouvoir d'arrestation qui résulte de la Common law. La police et les constables cohabitent simultanément dans de nombreuses juridictions. C'est peut-être pour cette raison que le titre de constable n'est pas utilisé pour les policiers, quel que soit leur grade. Le grade le plus bas, dans une organisation policière, serait celui d'officier, de deputy, de patrouilleur, de trooper (en) et, historiquement, de simple private, selon l'organisation concernée.
Dans de nombreux États, les constables n'effectuent pas de patrouilles, ni d'activités de police préventive. Dans ces États, la fonction est relativement obscure pour les citoyens.
Un constable peut être assisté par des agents adjoints en tant qu'agents assermentés ou par des constables officiers, en tant que personnel civil, généralement en tant qu'huissiers de justice. Dans certains États, villages ou villes, un bureau ayant des fonctions similaires est celui des marshals.

## Alabama
En Alabama, un constable est traditionnellement élu dans chaque circonscription électorale. Les comtés peuvent abolir la fonction de constable par ordonnance de comté, ce que beaucoup ont fait : en 2015, seuls 24 des 67 comtés de l'Alabama avaient encore des constables.
Les constables de l'Alabama sont des agents de la paix et ont les pleins pouvoirs d'arrestation, d'arrêt et de fouille dans leur comté, sauf dans certains comtés où les pouvoirs des constables sont limités par une loi de la législature de l'État, notamment dans les comtés d'Etowah et de Jefferson,,. Ils sont généralement chargés de signifier les mandats et d'agir en tant qu'huissiers de justice, ainsi que de patrouiller dans les rues et d'assurer la sécurité des manifestations civiques. Ils ne sont pas financés par les recettes fiscales générales ; les frais de constables sont payés par les criminels qu'ils arrêtent.

## Alaska
En Alaska, un constable est un fonctionnaire nommé qui a des pouvoirs de police limités. La branche de la police militaire de la force de défense de l'État d'Alaska (en), une force de défense volontaire de l'État, est désignée comme la force constabulaire de l'État. Cette agence est habilitée à agir en qualité de police lorsqu'elle est mise en œuvre par le gouverneur. 
Parmi les missions officielles des constables, citons la sécurité portuaire, après le 11 septembre 2001, les secours en cas de catastrophe et les patrouilles sur l'oléoduc trans-Alaska. Ils ont été mis en alerte initiale, pour être déployés à Bethel, en 2007, lorsque 9 des 11 agents du service de police de la ville ont démissionné en signe de protestation contre un conflit de salaire et d'avantages sociaux avec les fonctionnaires municipaux. Ils n'ont finalement pas été nécessaires pour cette mission et n'ont jamais été déployés. Contrairement à de nombreuses milices, dont beaucoup sont volontaires et non affiliées à l'État, la Force de défense de l'État de l'Alaska est reconnue par l'État, qui a le droit d'avoir une milice ou une garde exclusive à l'État, en plus de la Garde nationale de l'armée et de l'aviation. L'Alaska dispose également d'une milice navale composée de réservistes du corps des Marines et de la Marine américaine, qui servent selon les besoins, mais sans entrer en conflit avec leurs fonctions de réserve militaire fédérale. Les constables de l'Alaska reçoivent une formation policière du ministère de la sécurité publique de l'Alaska et la plupart des constables de la milice sont d'anciens agents de la force publique ou des agents correctionnels à la retraite ou à temps partiel, et beaucoup sont des militaires de carrière. C'est pourquoi l'Alaska dispose d'agents de sécurité publique non armés dans les villages, tous formés à l'école, employés par des sociétés tribales locales à but non lucratif et chargés par le commissaire à la sécurité publique de procéder à des arrestations pour délit non lié à la circulation et d'inculper les contrevenants. D'autres agents similaires sont les agents de police tribaux (TPO) des communautés tribales locales et les agents de police de village (VPO), qui reçoivent tous une formation limitée. Cela est dû à la faible disponibilité du personnel des forces de l'ordre dans les zones reculées de ce vaste État. 

## Arizona
En Arizona, un constable est un agent de la paix élu du comté pour le precinct et doit vivre y vivre. Le constable est nommé pour un mandat de quatre ans et a des pouvoirs, des devoirs et une autorité similaires à ceux des shérifs. Les shérifs et les constables sont les deux seuls agents de la paix élus dans l'État de l'Arizona.
L'autorité des constables est définie par les Statuts révisés de l'Arizona Revised Statutes. Les constables ont des pouvoirs, des devoirs et une autorité similaires à ceux des shérifs, mais leur principale responsabilité est d'exécuter les décisions de justice pour le juge de paix ou d'autres autorités compétentes. Les constables signifient les injonctions, les citations à comparaître et les assignations, les ordonnances du tribunal, la signification des actes de procédure, les assignations et les mandats d'arrêt et agissent en tant qu'huissiers de justice. Les constables de l'Arizona diffèrent des shérifs en ce sens qu'ils ne sont pas chargés de fonctions générales de maintien de l'ordre ou de la gestion de la prison du comté. Ils sont des agents de la paix, mais en Arizona, ils n'exercent pas de fonctions de police générales telles que les patrouilles ou les enquêtes criminelles. Toutefois, en vertu de leur statut d'agent de la paix, un agent de police peut être tenu de prendre des mesures d'exécution pour préserver la vie et les biens dans des situations immédiates. Les constables et leurs adjoints peuvent signifier des actes de procédure, des assignations ou des documents dans leur comté et dans tout autre comté contigu à leur propre comté. Certains constables et tous les adjoints sont des agents de la paix certifiés de cet État. 
Les constables doivent suivre la formation AZPOST et leurs dépenses sont payées par le conseil de surveillance du comté et diverses subventions. Les agents reçoivent un salaire de leur comté respectif en fonction du nombre d'électeurs inscrits qui résident dans leur circonscription. La plupart des comtés de l'Arizona comptent entre 2 et 5 constables. Le comté de Maricopa compte 26 constables, le comté de Pima en compte 10 et le comté de Pinal en compte 6. 

## Arkansas
Dans l'Arkansas, constable est une fonction élue au niveau des townships, bien que les constables soient considérés comme des officiers de comté. La fonction de constable, qui est une fonction partisane, est garantie par la Constitution de l'Arkansas (en), de 1874, qui prévoit l'élection d'un constable dans chaque township, pour un mandat de deux ans. Les constables sont des agents de la paix, dotés de pleins pouvoirs de police. 

## Californie
Historiquement, les constables, en Californie étaient attachés aux tribunaux de justice, le niveau le plus bas du système judiciaire de l'État (alors que les shérifs servaient les cours supérieures des comtés). Selon le comté, les constables étaient soit élus par le vote populaire, soit nommés par les superviseurs du comté dans un township (plus tard un district judiciaire). Les constables avaient les pleins pouvoirs de police en vertu de la loi de l'État et effectuaient des patrouilles occasionnelles ou fréquentes, en plus de la signification des actes de procédure et des mandats d'arrêt.
La législation de 1923 a permis la création de tribunaux municipaux dans les villes de plus de 40 000 habitants, avec des marshals pour faire respecter leurs ordres et assurer la sécurité. Au fur et à mesure que la population augmentait et que les tribunaux municipaux remplaçaient les tribunaux de justice, les constables ont été lentement remplacés par des marshals. Les marshals municipaux ont été regroupés en bureaux de comté uniques, en 1970. À la fin des années 1980, il ne restait plus que peu d'agents, voire aucun. Les tribunaux d'État ont été unifiés, en 2000, la cour supérieure remplissant toutes les fonctions judiciaires et le poste de constable a été supprimé.

## Connecticut
Dans le Connecticut, il existe deux types de constables.
Les constables spéciaux sont nommés par les villes. En général, ils sont nommés pour servir en tant qu'officiers de police et doivent, pour ce faire, satisfaire aux exigences du Conseil des normes et de la formation des officiers de police. Les agents spéciaux travaillent normalement sous la supervision d'un agent résident de la police d'État engagé par la ville (une exigence de la police d'État du Connecticut si la ville souhaite que ses agents soient envoyés par la police d'État ou aient accès au système radio et informatique de la police d'État). Le système des anglais : Resident State Trooper and Constables est utilisé par de nombreuses villes de taille moyenne comme un moyen rentable d'augmenter les patrouilles de police, tandis que la police d'État conserve la responsabilité principale de fournir des niveaux supplémentaires de supervision, de répartition, de détection et d'autres services spécialisés.
Les constables qui sont des élus se limitent généralement à servir la procédure civile dans la ville de leur élection. Ces élections ont lieu tous les deux ans, à l'exception des communes qui, par ordonnance ou charte locale, ont fixé la durée du mandat à quatre ans. Bien qu'un petit nombre de villes autorisent également les constables à exercer des fonctions de contrôle de la circulation routière et de sécurité des événements, la plupart d'entre elles interdisent à leurs constables d'agir à titre officiel, au nom de la ville. L'autorité d'agir en tant qu'agent de la force publique, en raison de la nature de leur fonction, a été retirée en 1984, date à laquelle ils ont été soumis aux exigences du Conseil des normes et de la formation des agents de police. En 1984, ces exigences concernaient 480 heures de formation, qui pouvaient être complétées en blocs de 120 heures, proposés sous forme de cours du soir, à temps partiel. L'achèvement de chaque bloc entraîne une extension des types d'application de la loi que l'agent peut effectuer. Bien qu'il n'ait jamais été courant, après 1984, d'élire des constables ayant des pouvoirs de maintien de l'ordre, quelques-uns ont obtenu une certification. En 2007, les exigences du poste, à savoir 680 heures de formation à temps plein, pour les nouveaux agents, suivies de 400 heures de formation dispensées par un agent de terrain certifié, rendent impossible pour les agents élus de remplir les conditions requises pour être agent de la force publique. 
Historiquement, les c sont le principal service chargé de faire respecter la loi dans les zones rurales du Connecticut. Le Connecticut n'a jamais développé une institution solide de shérifs de comté fournissant des services de police généraux. Depuis l'époque coloniale jusqu'aux années 1940, les constables de la ville travaillent avec deux autres fonctionnaires de la ville (le grand juré chargé des enquêtes et le grand juré chargé des poursuites) pour s'occuper des enquêtes criminelles, des arrestations et de la transmission des crimes graves de la cour de justice de la ville, à une cour supérieure. Une série de réformes des règlements, des statuts et de la Constitution de l'État, dans les années 1950 et 1960, ont supprimé l'implication des villes dans ces affaires. Dans les villes sans chef de police local, les enquêtes sont devenues la responsabilité exclusive de la police d'État du Connecticut, tandis que les procureurs d'État ont pris en charge les poursuites, et le système judiciaire a été détruit par l'élimination des tribunaux dont la juridiction pénale est inférieure au niveau de la Cour supérieure. 

## Delaware
Importées d'Angleterre dans le Delaware, au début de la période coloniale, les principales responsabilités du constable étaient de maintenir la paix, de servir les tribunaux et d'exécuter les ordonnances et les procédures judiciaires. Sous le gouvernement du Duc de York, le constable est élu parmi les quatre surveillants de la ville ou de la paroisse. Il a la responsabilité de poursuivre et d'appréhender les délinquants et de les traduire devant le juge de paix, de les fouetter ou de les punir sur ordre du tribunal, de prendre une caution pour une personne arrêtée, d'aider à régler les successions et de tenir une comptabilité appropriée des amendes perçues. La législation relative aux constables n'apparaît dans les lois du Delaware qu'en 1770. Cette loi oblige les constables, à la fin de leur mandat, à adresser les noms de trois titulaires libres, à la Cour des sessions générales, qui en nomme alors un pour l'année suivante. Au moins un constable est nommé pour chaque hundred, et les personnes nommées doivent être des résidents du hundred dans lequel ils servent. Après 1832, le tribunal de chaque comté nomme les constables, bien que le gouverneur puisse également pourvoir aux nominations si le tribunal est en vacances. Les constables ont un certain nombre de fonctions, dont beaucoup se poursuivent aujourd'hui. Il exécute tous les ordres, mandats et autres procédures émanant de tout tribunal, juge ou juge de paix ; il veille au maintien de la paix de l'État ; il arrête toutes les personnes commettant des émeutes, des meurtres, des vols ou des violations de la paix, et les fait comparaître devant un juge de paix ; il participe aux élections pour assurer le maintien de la paix ; et il applique les lois de l'État.

## Géorgie
En Géorgie, les constables sont des officiers de justice dont les pouvoirs et les devoirs sont les suivants : 
- Assister régulièrement à toutes les séances du tribunal de première instance ;
- Verser rapidement à ce tribunal les sommes qu'ils ont recueillies ;
- Exécuter et restituer tous les mandats, assignations, exécutions et autres procédures qui leur sont adressés par le tribunal de première instance ;
- Exécuter toute autre tâche qui leur est demandée par la loi ou qui relève nécessairement de leur fonction.

## Idaho
La fonction de constable est créée dans l'Idaho, en 1887. À l'origine, les constables fréquentaient les tribunaux des juges de paix et étaient des officiers de police des precincts. Bien que les statuts de l'Idaho prévoient toujours la nomination de constables pour maintenir l'ordre pendant les élections et définissent les constables comme des agents de la paix, le poste est effectivement supprimé en 1970, lorsque la loi sur la réforme électorale de l'assemblée législative de l'Idaho supprime toutes les dispositions relatives à la nomination des constables. Ainsi, il n'y a plus de constables en service dans l'Idaho.

## Kentucky
Dans le Kentucky, les constables sont élus dans chaque district de magistrats de l'État. Il y a entre trois et huit districts de magistrats dans chaque comté. En vertu de l'article 101 de la Constitution du Kentucky, les constables ont la même compétence que le shérif du comté à l'échelle du comté.